# Freilauf (Mechanik)
Der Freilauf (auch Überholkupplung) ist eine Kupplung, die nur in einer Drehrichtung Antriebskräfte überträgt, in der anderen hingegen freien Lauf zulässt.

## Funktion

Sperrklinken-Freilauf: Das Innenteil (grün) kann ein Drehmoment im Uhrzeigersinn durch Formschluss der Sperrklinke (rot) auf das Außenteil (blau) übertragen. Dreht sich das Innenteil langsamer als das Außenteil, so gestattet die nur in einer Belastungsrichtung formschlüssig greifende Sperrklinke das Überholen des Außenteils.

Ein Freilauf kann ein Drehmoment nur in einer Drehrichtung übertragen. Bei Drehrichtungsumkehr, oder wenn die Drehzahl des eigentlich anzutreibenden Teils größer als die des treibenden Teils ist, wird die Verbindung selbsttätig gelöst. Beispiel ist der Freilauf in der Nabe eines Fahrrads. Das Hinterrad läuft frei weiter, wenn der Pedalantrieb langsamer betätigt (das Hinterrad überholt den Antrieb) oder angehalten wird. Freiläufe werden in der Regel auf der „schnellen“ Seite eines Antriebes untergebracht, weil sie dort weniger Drehmoment übertragen müssen. Eine Ausnahme ist der zeitweise von Shimano angebotene Frontfreilauf bei einer Kettenschaltung, die  ohne Treten der Pedale geschaltet werden konnte. Das System hat sich nicht durchgesetzt.

## Ausführungen
Freiläufe können mit folgenden Bauelementen ausgerüstet sein:
- Klemmrollen
- Klemmkörper
- Sperrklinken
- Klauenringe
- Schlingfeder

Sperrklinkenfreiläufe klickern im Freilaufbetrieb, während die übrigen Freiläufe geräuschlos arbeiten.
An dem von Nicholas Cugnot bereits 1769 entwickelten Dampfwagen wurde das lenkbare Vorderrad über einen Freilaufmechanismus von den beiden Dampfzylindern angetrieben. Der Fahrradfreilauf wurde 1889 von Ernst Sachs in Schweinfurt erfunden.

### Rollen-Freilauf

Querschnittszeichnung eines Freilaufes mit zylindrischen Klemmrollen (Rollen-Freilauf). Free: Freilauf, Engaged: Sperrrichtung

In der Zeichnung ist ein Freilauf mit Klemmrollen dargestellt. Der innere Pfeil zeigt die Drehrichtung des Antriebs an. Die Federn drücken die Klemmrollen leicht zwischen das mit den Klemmrollen zusammen rotierende Innenteil (im Fachjargon „Stern“ genannt) und den Außenring. Bei Drehmomentübertragung entstehen radiale Kräfte, so dass sich die Klemmrollen in ihren Aufnahmeräumen verkeilen. Durch passende Auswahl des Anstell- oder Klemmwinkels des sich ausbildenden Klemmkeiles ist die Ausführung auch bei bester Schmierung – physikalisch bedingt – absolut rutschsicher, es herrscht der Zustand der Selbsthemmung. Der Verjüngungswinkel muss dazu so gewählt werden, dass er kleinergleich dem Arcustangens der Gleitreibungszahl µ ist.
Wird der Verjüngungs- oder Klemmwinkel größer als arctan(µ) gewählt, rutscht der Freilauf und ist unzuverlässig.
Kehrt man die Drehrichtung um oder ist die äußere Drehzahl größer als die innere Drehzahl, rollen die Klemmrollen in Richtung der Feder, die Klemmung wird somit aufgehoben.
Unter der Bezeichnung Nadellagerfreilauf oder Hülsenfreilauf sind typisierte Klemmrollenfreiläufe im Handel. Sie werden überwiegend im Kfz-Bereich verwendet.

### Klemmkörper-Freilauf

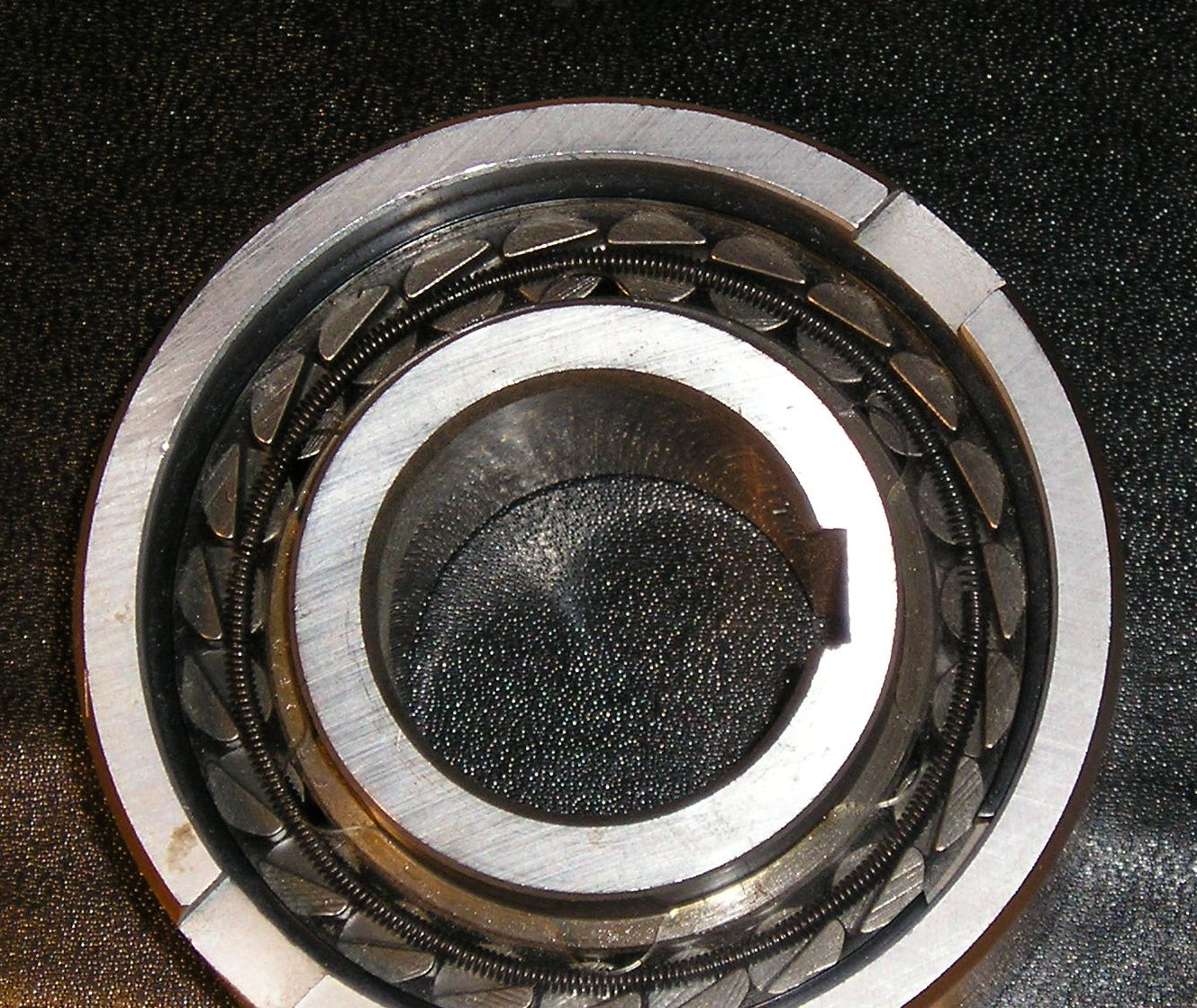
Freilauf mit einer Vielzahl von unrunden Klemmkörpern

Bei der Verwendung unrunder Klemmkörper anstelle von Klemmrollen heißt das Innenteil des Freilaufs nicht mehr Stern, sondern ist lediglich ein zylindrischer Ring – Innenring genannt. Das Klemmen entsteht durch geringes Verdrehen der Klemmkörper. Die Keilräume zwischen den Klemmkörpern fehlen oft. Somit ist die Zahl der Klemmkörper höher als die der Klemmrollen, was die Auflagefläche vergrößert. Damit können höhere Drehmomente übertragen oder der Wellendurchmesser verkleinert (vgl. Downsizing) werden. Oft haben diese Klemmkörperfreiläufe auch gleichzeitig ein Kugelrollenlager im selben Gehäuse untergebracht.
Bei Klemmkörperfreiläufen gibt es verschiedene konstruktive Ausführungen, um die Lebensdauer zu erhöhen.
Durch die optionale Verwendung einer Klemmstückabhebung ist diese Kupplung im Freilaufbetrieb bei schnell drehendem Innenring verschleißfrei.
Weitere konstruktive Ausführungen zur Erhöhung der Lebensdauer sind z. B. Klemmstückabhebung bei schnell drehendem Außenring, Klemmstückbeschichtungen, polygonal geschliffene Freilaufaußenringe oder Ausführungen mit hydrodynamischer Klemmstückabhebung.

### Schlingfederkupplung

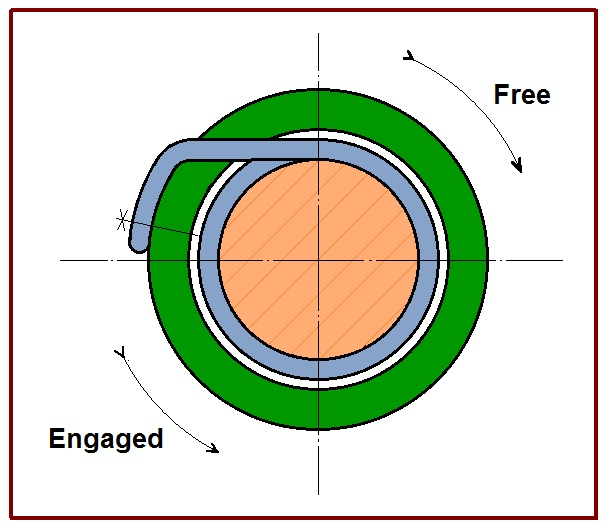
Federwickel-Freilauf

Die Schlingfederkupplung besteht aus einer auf eine Welle oder einen zylindrischen Körper gewickelten Schraubenfeder, die einseitig am Antrieb befestigt ist. Der Mitnahmeeffekt beruht darauf, dass die Reibungskräfte zwischen den Federwindungen und der Welle die Feder „zusammenzuwickeln“ versuchen, das Wirkprinzip beruht auf Seilreibung.
Das Mitnahmemoment wird manchmal selbsttätig verstärkt. In Gegendrehrichtung vergrößert das geringe Grundreibmoment eher den Federdurchmesser (kann die Feder aber nicht abwickeln). Manchmal wird die Schlingfederkupplung in der eigentlichen Freilauf-Drehrichtung als Rutschkupplung verwendet zum Beispiel in Druckern oder Tonbandgeräten.

### Selbstsynchronisierende Schaltkupplung
Eine selbstsynchronisierende Schaltkupplung ist ein Freilauf, bei dem die Drehmomentübertragung über eine  Zahnkupplung erfolgt. Im Überholbetrieb ist letztere ausgekuppelt. Das Einkuppeln erfolgt mit Hilfe eines parallel eingebauten Sperrklinkenfreilaufes und ist selbstsynchronisierend. Während des Einkuppelns wird noch kein Drehmoment übertragen, danach ist ausschließlich die Zahnkupplung drehmomentbelastet. Diese Bauart eignet sich zur Übertragung von hohen Leistungen bis in den Megawattbereich weil die Sperrklinken des Hilfsfreilaufs nur durch den Schaltvorgang belastet sind.

## Typische Anwendungen
- Verbrennungsmotoren:
  - Anlasser von Verbrennungsmotoren.
Der Starterfreilauf schützt den Anlasser vor zu hohen Drehzahlen eines gestarteten Verbrennungsmotors.
  - Anwerferkurbel bei Verbrennungsmotoren ohne Anlasser, insbesondere bei Dieselmotoren.
  - Riemenscheibe mit Freilauf an Lichtmaschinen zur Minderung von Drehschwingungen des Kurbeltriebs

- Fahrzeuge:
  - Schaltbare Freilaufnaben werden teilweise bei Fahrzeugen mit zuschaltbarem Allradantrieb verwendet,
  - in Getrieben größerer Automobile mit Zweitaktmotor wie DKW, Wartburg, Trabant[4], Saab 92-96, um bei Schubbetrieb einen prinzipbedingt möglichen Motorschaden durch Schmierungsmangel zu vermeiden, aber auch zur Bedienungserleichterung (Kupplung braucht nicht getreten zu werden). Nachteil war hierbei das Sicherheitsrisiko (Motorbremse wirkt nicht), deshalb wurde der Freilauf oft mit einer zusätzlichen Sperrvorrichtung versehen, die bei Bedarf (Bergabfahrt, Glätte) betätigt werden konnte.
  - Landmaschinen (Ladewagen, Dungstreuer, Kompostierungsanlagen, Rundballenpressen)
  - Fahrrad, z. B. als Torpedo-Freilaufnabe, um ein dauerhaftes Mitdrehen der Fahrradkurbel zu vermeiden

- Werkzeug (Knarre)
- Drehkreuz am Ein-/Ausgang von Geschäften
- einfache Drehtüren
- Duktorantriebe von Offset-Druckmaschinen
- Papiereinzug von Kopiergeräten
- Rücklaufsperre in Förderanlagen und Winden
- Rücklaufsperre in der Angelrolle.
- Drehzahlausgleich in Transportanlagen
- Sicherheitskupplung in Mischern
- Aufzieheinrichtung von Hochspannungsschaltern
- Schaltelement in Textilmaschinen
- Überholkupplung in Verpackungsmaschinen
- Modellbau
- Nähmaschinen
- mechanische Rechenmaschinen
- Hubschrauber, im Getriebe des Hauptrotors, um bei einem Triebwerksausfall eine Autorotationslandung durchführen zu können.

## Belege
1. ↑  Gisbert Lechner, Bernd Bertsche, Harald Naunheimer: Fahrzeuggetriebe: Grundlagen, Auswahl, Auslegung und Konstruktion. Springer Science+Business Media, 1994, ISBN 3-540-57423-9, Seite 8
2. ↑  Hülsenfreiläufe (Handelsprodukt-Beschreibung)
3. ↑  Klemmkörper-Freiläufe (Handelsprodukt-Beschreibung) Aufbau und Wirkungsweise von Freiläufen. Abgerufen am 20. September 2021.
4. ↑  Sperren des Freilaufs beim Trabant. In: Kraftfahrzeugtechnik 8/1962, S. 345–346.